# Drukpa Kunley
Drukpa Kunley także Kunga Legpai Zangpo, Drukpa Kunleg, tybet. འབྲུག་པ་ཀུན་ལེགས་, Wylie: brug pa kun legs, zwany Boskim Szaleńcem (ur. 1455, zm. 1529) – mnich i misjonarz buddyjski tradycji mahamudra w Bhutanie i Tybecie, poeta, autor kontrowersyjnych i erotycznych pieśni.
Urodzony w Tybecie i wykształcony w klasztorze Ralung, uczeń Pemy Lingpy. Podróżował po Tybecie i Bhutanie jako nejlorpa (jogin). Propagował buddyzm tybetański, a przy pomocy pieśni, humoru i skandalicznego zachowania, dodawał emocjonalności i dramatyzmu swoim naukom. Uważał, że konwencje społeczne i konserwatyzm duchownych buddyjskich uniemożliwiają zwykłym ludziom zrozumienie nauk Buddy. Był znany z obscenicznego, skandalizującego zachowania, często o charakterze seksualnym, co uważał za słuszną metodę zwalczania uprzedzeń i bigoterii. Kunley był słynnym uwodzicielem, który bez zahamowań utrzymywał kontakty seksualne z bardzo wieloma kobietami, nawet z żonami swoich sponsorów i dobroczyńców. Jego życie związane jest z licznymi legendami i anegdotami, np. pokazuje się thankę, którą Kunley demonstracyjnie oblał moczem, opowiada się, że takina stworzył Kunley przez dodanie głowy kozy do tułowia krowy, a także znana jest historia, że otrzymaną przy inicjacji świętą nić Kunley zamiast na szyi zawiązał na swoim penisie, mówiąc że tam przyniesie mu więcej szczęścia w miłosnych podbojach. Kunley wprowadził w Bhutanie popularne do dzisiaj motywy falliczne jako dające szczęście i odstraszające złe duchy.

## Fragment pieśni oświecenia Kunleya
...Mężczyzna impotent posiada małą wyobraźnię,

Bękarty posiadają niewiele cnoty,

Bogaty ma niewiele życzliwości:

To są znaki na temat Trzech Braków.
Radością Lamy jest podarunek,

Radością polityka jest pochlebstwo,

Radością kobiety jest jej kochanek:

To jest nauka o Trzech Radościach.
Grzesznicy nienawidzą pobożnych i poświęconych,

Bogaty nienawidzi marnotrawców,

Żony nienawidzą kochanek swych mężów:

To są nauki o Trzech Nienawiściach.
Dla błogosławieństwa, czcij Lamę,

Dla mocy, czcij Bóstwo,

Dla skuteczności, czcij Obrońców rzeczywistości:

To są nauki o Trzech Obiektach Uczczenia.
Nie okazujcie szacunku przeciętnym Lamom,

Nie okazujcie szacunku niemoralnym mnichom,

Nie okazujcie szacunku psom, wronom lub kobietom:

To są nauki o Trzech Odrzuceniach.
Celem dyscypliny jest łagodność i uspokojenie,

Ślubowanie służenia innym polega na wyzwoleniu się od samowoli,

Celem Tantry jest nauczanie o jedni polarności.

To jest nauka o Trzech Pojazdach.
Głodujący żebrak nie zaznaje szczęśliwości,

Niereligijnemu brak w ogóle duchowości,

Wędrowiec nie posiada więzów ani przywiązania,

To są znaki o Trzech Brakach.
Pozbawiony uczciwości posiada suche usta,

Pozbawiony duchowości nie składa ofiar,

Pozbawiony męstwa nie zostaje generałem:

To jest nauka o Trzech Zerach.
Znakiem bogacza jest zaciśnięta dłoń,

Znakiem starca jest zaciśnięty umysł,

Znakiem mniszki jest zaciśnięta pochwa:

To jest nauka o Trzech Zaciśnięciach...

(tłumaczenie: Władysław Czapnik)